# Amiot 143
L'Amiot 143 era un bombardiere leggero bimotore sviluppato dall'azienda aeronautica francese Avions Amiot negli anni trenta, impiegato principalmente dall'Armée de l'air nella seconda guerra mondiale.
Unico modello della serie 140-150 ad essere avviato alla produzione, l'Amiot 143, come gli altri modelli della serie, era caratterizzato da una fusoliera "a valigia" e da un'ala di grande sezione attraverso la quale, tramite un'apertura, era possibile all'equipaggio accedere ai motori in volo.

## Storia del progetto
Al momento della fondazione di una forza aerea francese indipendente, il governo francese manifestò un grande interesse per il concetto di velivolo polivalente espresso dalle teorie di Giulio Douhet. Un simile velivolo da combattimento doveva essere in grado di effettuare missioni di bombardamento diurne e notturne o di ricognizione a lungo raggio. Veloce, equipaggiato con un consistente carico di bombe e protetto da tutti i lati da numerose postazioni dotate di mitragliatrici da difesa, il nuovo aereo "tre in uno" sarebbe dovuto risultare molto meno costoso e gravare quindi in maniera minore sulle già ridotte risorse economiche della nascente Armée de l'air. Nel 1928 il Service technique Aéronautique (STAé) emanò delle specifiche per la fornitura di un velivolo da combattimento polivalente denominato M4, il quale aveva il compito di sostituire gli ormai superati bombardieri Lioré et Olivier LeO 20 e Farman F.60, quest'ultimo in servizio operativo dalla fine della prima guerra mondiale. Furono 5 i velivoli proposti per le valutazioni da altrettante aziende nazionali, l'Amiot 140, il Blériot 137, il Bréguet Bre 410, il Farman F.211 e lo SPCA 30.

### Primi sviluppi
La Avions Amiot presentò il progetto del 140M disegnato dal proprietario e progettista Félix Amiot. Il primo dei due prototipi venne portato in volo per la prima volta il 12 aprile 1931, equipaggiato da 2 motori 12 cilindri a V Hispano-Suiza 12Nbr da 650 CV (478 kW). Il velivolo, di costruzione interamente metallica, aveva un aspetto insolito ma funzionale ed ampiamente difeso da 5 mitragliatrici Lewis da 7,7 mm che equipaggiavano altrettante postazioni disposte in modo da coprire tutti gli angoli possibili da parte dell'attacco dei caccia avversari. L'ala, montata alta e controventata, era caratterizzata da un angolo di diedro pari a zero e da un profilo alare molto spesso e costante dalla sezione centrale rettangolare, tanto spesso da permettere all'equipaggio di accedere ai motori in volo. La fusoliera era caratterizzata da una sezione rettangolare molto stretta. La parte superiore racchiudeva una prima postazione per il mitragliere posizionata sul muso, dalla cabina di pilotaggio a livello del bordo d'attacco e da una seconda postazione di difesa dorsale. La parte inferiore, posizionata sotto l'ala tra le gambe del carrello d'atterraggio, era caratterizzata da una lunga gondola, ampiamente vetrata anteriormente per consentire la necessaria visibilità al navigatore-puntatore ed integrata posteriormente da postazione di difesa ventrale. Il carico bellico, 912 kg di bombe, era alloggiato in una stiva di carico interna in posizione ventrale dotata di portelloni. Il carrello era caratterizzato da una configurazione classica, anteriormente fisso, dotato di gambe di forza ammortizzate e carenate, equipaggiato con ruote di grande diametro e completato posteriormente da un ruotino d'appoggio posto sotto la coda dall'impennaggio classico monoderiva.
Pur non essendone prevista la produzione in serie, l'Amiot 140 aveva il compito, come i suoi concorrenti, di mettere a punto il futuro velivolo multiruolo richiesto dalle specifiche. Ne seguirono nel 1932 l'Amiot 141, rimasto a livello di progetto, e l'Amiot 142, un prototipo simile all'Amiot 143 che sarebbe diventato la versione di serie, richiesto a titolo comparativo con motori Hispano-Suiza 12Ybrs e portato in volo nel gennaio 1935.

### L'Amiot 143 di serie
Nell'ottobre 1933, il Ministère de l'Air sostituì le specifiche del 1930 con le nuove finalizzate ad un velivolo multiruolo, il BCR (Bombardement, Chasse, Reconnaissance), ovvero Bombardiere, Caccia, Ricognitore. Il 23 novembre successivo venne emesso un ordine di 40 esemplari di una versione intermedia. Questa risultava essere semplicemente un Amiot 140 originale dotato di 2 radiali Gnome-Rhône 14K da 870 CV (640 kW) in luogo dei V12 originali.
Vennero realizzati 2 esemplari di preserie, il primo dei quali venne portato in volo per la prima volta nell'agosto 1934. I primi 10 apparecchi di serie vennero dotati di 6 mitragliatrici Lewis da 7,7 mm, una nella torretta posta sul muso (8 caricatori da 97 cartucce), due nella postazione inferiore posteriore (12 caricatori), altre due nella postazione dorsale (12 caricatori), ed infine una in posizione ventrale (6 caricatori).
A partire dall'undicesimo esemplare la mitragliatrice ventrale venne eliminata e dal trentunesimo la fusoliera venne allungata di 30 cm verso la parte anteriore, la torretta superiore avanzata di 90 cm e le mitragliatrici sostituite con 3 MAC 1934 da 7,5 mm dotate di 12 caricatori da 100 cartucce per quelle rivolte verso coda ed 8 caricatori per quella della postazione anteriore.
Nonostante le sue ridotte dimensioni, la stiva di carico interna permetteva il carico di una bomba da 500 kg, 4 bombe da 100 o 200 kg, 8 bombe da 50 kg e 32 bombe incendiarie da 10 kg, oltre a 4 bombe da 100 o 200 kg sotto le ali.
Nell'aprile 1935 venne emesso un ulteriore ordine di 73 apparecchi che vennero consegnati ai reparti dell'Armée de l'air tra aprile ed ottobre 1936. La commessa di 25 Amiot 144 non venne mai concretizzata e venne convertita nella produzione di altrettanti Amiot 143, raggiungendo il totale di 138 esemplari prodotti.

### Le versioni seguenti
Tra i prototipi che ne seguirono, la variante che più differiva al progetto originale era l'Amiot 144, caratterizzata dall'assenza della torretta anteriore, da un'ala dalla minor superficie alare e dotata di flap, quindi equipaggiata con un carrello retrattile. Realizzata in un solo esemplare venne portata in volo il 18 gennaio 1936 ma non ebbe seguito produttivo. Dei previsti 25 esemplari richiesti nel settembre dello stesso anno, ne fu realizzato un solo prototipo e gli altri in fase di realizzazione vennero riconvertiti in altrettanti Amiot 143.

## Versioni
Amiot 140M
i primi due prototipi da cui si evolverà l'intera serie.
Amiot 141
primo sviluppo rimasto allo stato di progetto.
Amiot 142
prototipo simile all'Amiot 143, dotato di motorizzazione Hispano-Suiza 12Ybrs, portato in volo nel gennaio 1935 e realizzato in un unico esemplare.
Amiot 143
versione di preserie e di serie, prodotto in 138 esemplari.
Amiot 143.01
prototipo dotato di eliche controrotanti realizzato in un solo esemplare.
Amiot 144
prototipo caratterizzato da sostanziali modifiche alla parte anteriore della fusoliera, all'ala ed al carrello d'atterraggio; realizzato in un solo esemplare.
Amiot 145
progetto basato sull'Amiot 144 motorizzato Hispano-Suiza 14A4 e mai costruito.
Amiot 146
progetto basato sull'Amiot 144 motorizzato Gnome-Rhône 18Lars e mai costruito.
Amiot 147
derivato dall'Amiot 144 e motorizzato Hispano-Suiza 12Ydrs/frs.
Amiot 150BE
prototipo di aerosilurante e pattugliatore marittimo basato sull'Amiot 143, dotato di carrello intercambiabile con galleggianti e motori radiali Gnome-Rhône, realizzato in un solo esemplare.

## Utilizzatori
Croazia
- Kroatische Luftwaffen Legion

 Francia
- Armée de l'air

 Francia di Vichy
- Armée de l'air de l'armistice

 Germania
- Luftwaffe (prede di guerra)

 Polonia
- Polskie Siły Powietrzne we Francji

### Pubblicazioni
- Amiot 150-BE, in Aerei da guerra, Ginevra - Novara, Edito Service S.A. - Istituto Geografico De Agostini, 1993.